# Lista de aeroportos do Benim
Esta é uma lista de aeroportos no Benim, ordenados por localização.
Benim, oficialmente a República do Benim (em francês:  République du Bénin), é um país na África Ocidental. Faz fronteira com Togo ao oeste, Nigéria ao leste e Burkina Faso e Niger ao norte; seu litoral curto ao sul leva ao golfo de Benim.

## Aerportos
Os nomes dos aeroportos mostrados em negrito indicam que o aeroporto tem um serviço agendado em companhias aéreas comerciais.
| Cidade atendida | Departamento | ICAO | IATA | Nome do aeroporto         | Coordenadas                 |
| --------------- | ------------ | ---- | ---- | ------------------------- | --------------------------- |
| Bembèrèkè       | Borgou       | DBBR |      | Aeroporto de Bembèrèkè    | 10° 16′ 25″ N, 2° 41′ 46″ L |
| Bohicon         | Zou          | DBBC |      | Aeroporto de Cana         | 7° 07′ 32″ N, 2° 02′ 49″ L  |
| Cotonou         | Littoral     | DBBB | COO  | Aeroporto de Cadjehoun    | 6° 21′ 26″ N, 2° 23′ 04″ L  |
| Djougou         | Donga        | DBBD | DJA  | Aeroporto de Djougou      | 9° 41′ 31″ N, 1° 38′ 15″ L  |
| Candi           | Alibori      | DBBK | KDC  | Aeroporto de Candi        | 11° 08′ 41″ N, 2° 56′ 23″ L |
| Natitingou      | Atakora      | DBBN | NAE  | Aeroporto de Boundétingou | 10° 22′ 37″ N, 1° 21′ 37″ L |
| Parakou         | Borgou       | DBBP | PKO  | Aeroporto de Parakou      | 9° 21′ 25″ N, 2° 36′ 33″ L  |
| Porga           | Atakora      | DBBO |      | Aeroporto de Porga        | 11° 02′ 47″ N, 0° 59′ 35″ L |
| Savé            | Collines     | DBBS | SVF  | Aeroporto de Savé         | 8° 01′ 05″ N, 2° 27′ 52″ L  |